# Abrochia singularis
Abrochia singularis là một loài bướm đêm thuộc phân họ Arctiinae, họ Erebidae.